# Horama plumipes
Horama plumipes là một loài bướm đêm thuộc phân họ Arctiinae, họ Erebidae.